# Підхорунжий
Підхору́нжий — військове звання в арміях деяких країн східної Європи, за статусом нижче за хорунжого, і, на відміну від нього, не є офіцерським званням.
Військове звання в УСС, Українській Галицькій Армії, а також козацьких військах російської імператорської армії, що відповідало рангу армійського підпрапорщика.
У 1880—1903 його також присвоювали тим, хто закінчив юнкерські козацькі училища до здобуття ними офіцерського чину. У 1826—1917 найстарше козацьке унтер-офіцерське звання.
Аналогічним було це звання і в Польщі: з XVIII століття хорунжий там був наймолодшим офіцерським званням, а підхорунжий — найстаршим підофіцерським.

## Україна

### Унтер-офіцерське званняУкраїнських січових стрільців(1914-1918 )

Знаки розрізнення підхорунжого Українських січових стрільців (1914-1918)

Старше унтер-офіцерське військове звання українських січових стрільців, австро-угорським еквівалентом було військове звання «фельдфебель» (нім. Feldwebel). Вище за рангом ніж десятник, але нижче за хорунжого.
Українські січові стрільці, українське добровольче національне формування (легіон) у складі австро-угорської армії мало такі ж знаки розрізнення як і інші підрозділи цісарського війська. Звання хоч і мали українську назву, але були порівняні до австро-угорських. Знаки розрізнення були на петлицях (для УСС синього кольору) у вигляді шестипроменевих зірочок  та галунів (широкого для штаб-офіцерів, вузького для хорунжого та підхорунжого). У 1915 році був виданий указ щодо використання добровольцями чотирипроменевих зірочок як знаків розрізнення, замість шестипроменевих,  також змінювалося їх розташування на петлицях. Але це нововведення не набуло широкого розповсюдження. Наприкінці 1916 року у Австро-угорській імперії була введена нова форма, для якої не передбачалися кольорові петлиці. Знаки розрізнення кріпилися на комірі мундиру, за ними нашивалися вертикальні кольорові стрічки (для українського легіону жовта та блакитна стрічки).
Знаками розрізнення підхорунжого були три целулоїдні шестипроменеві зірочки на петлиці (чи на комірі мундиру). По петлиці йшов вузький золотистий галун.

### Знаки розрізнення хорунжогоАрмії УНРтаУкраїнської Держави (Гетьманату)
В українських збройних силах — Армії УНР — підхорунжий — старшинський чин (з 1920 року підстаршинський),
У армії УНР чин хорунжого був нижче за рангом, ніж хорунжий, та вище за рангом, ніж бунчужний. Був введений 24 квітня 1919 року.
Знаки розрізнення затверджені в різний час
| Знаки розрізнення |           |            |            |            |
| Дата затвердження | 1.04.1918 | 24.04.1919 | 30.07.1919 | 30.03.1920 |

### Військове званняУкраїнської Галицької армії(1919-1920)

Знаки розрізнення старшого десятника УГА

Військове звання «однорічників» в Української Галицької Армії. Дорівнювало званню старшого десятника.
Українська Галицька армія (УГА), регулярна армія Західно-Української Народної Республіки (ЗУНР). Знаки розрізнення були введені Державним секретаріатом військових справ (ДСВС) Західної області УНР 22 квітня 1919 року і були комбінацію стрічок на рукавах однострою та «зубчатки» на комірі (кольору роду військ, розмірами 72х30 мм). У підхорунжого виглядала як срібна плетена 14 мм стрічка, на підкладці кольору, відповідного роду військ (наприклад, синя для піхоти).

## Інші країни

### Військовий чин козацьких частинРосійської імперії(1826-1917)

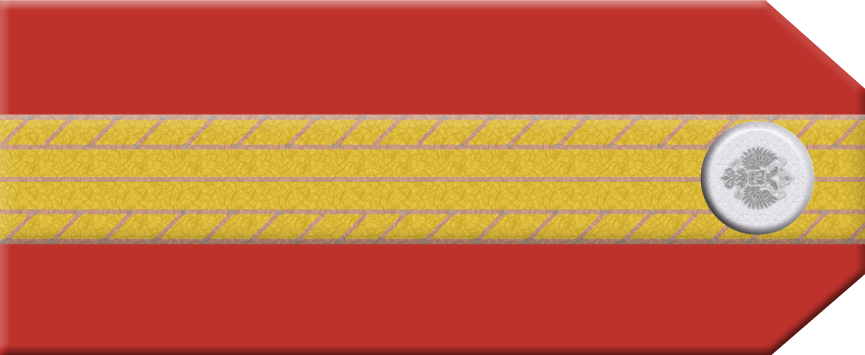
Погон підхорунжого Російської імперії

Старший унтер-офіцерський військовий чин в козацьких військах Російської імперії. Був аналогом загальновійськового чину «підпрапорщик».  У 1880-1903 роках надавалось випускникам юнкерських козацьких училищ, до отримання офіцерських чинів.
Підхорунжий був рангом нижче за хорунжого.
16 грудня 1917 року після Жовтневого перевороту декретом радянського керівництва було відмінено чини, звання та титули часів Російської імперії.
Знаками розрізнення підхорунжого були погони вдовж яких йшов широкий галун. Колір погонів та галуна залежав від того, до якого козацького війська належав унтер-офіцер.

### Збройні сили Польщі

Знаки розрізнення підхорунжого Війська Польського (1919-1923)

У Війську Польському назва (військове звання 1919-1923) кандидата на офіцерське звання, курсантів (слухачів) військових навчальних закладів. Еквівалентом польських підхорунжих в Збройних силах України є курсант.
З’явилося у польських військових формуваннях ще до заснування Другої Речі Посполитої у 1918 році. Підхорунжі були у Польському корпусі (1917-1918) Російської армії, це звання носили слухачі військових шкіл. Знаки розрізнення були як у сержантів та старших унтер-офіцерів (три чи чотири кути з пурпурової стрічки) зверху яких йшла срібна тасьма . У Польському легіоні Австро-угорської армії (1914-1918), підхорунжі були слухачами шкіл підхорунжих.

## Галерея

Підхорунжий УСС Паліїв Д.І. (1918)
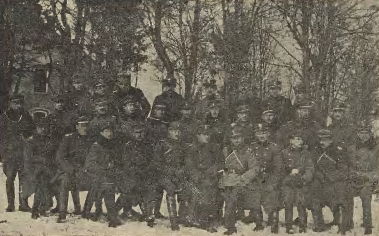
Школа підхорунжих Польського Легіону у Болехові (1918)
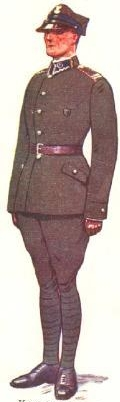
Капрал підхорунжий (1935)
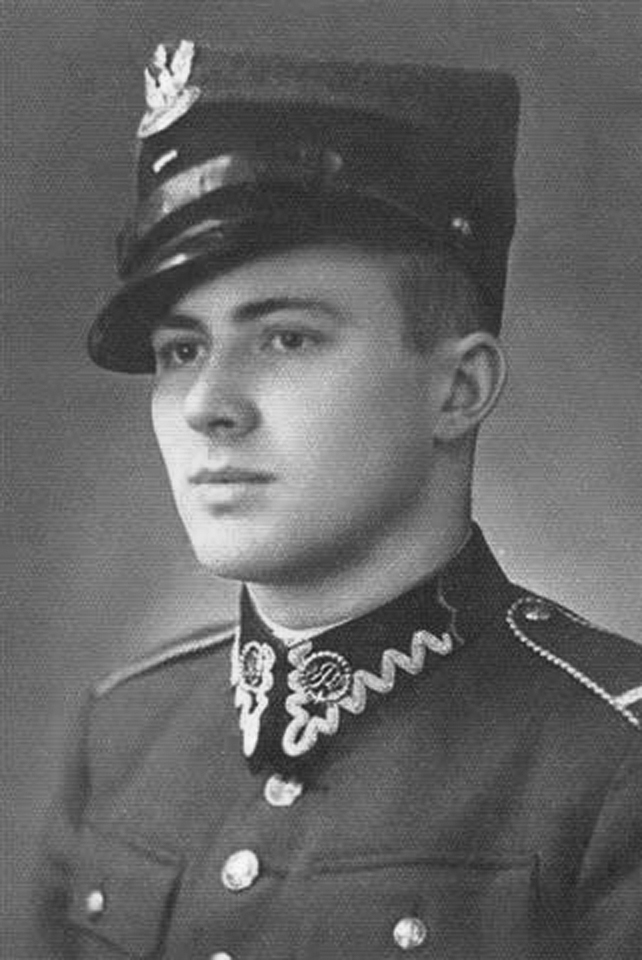
Польський журналіст Ян Новак-Єзьоранський в однострої підхорунжого артилерії (1937)
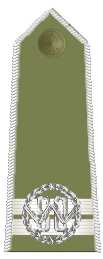
Погон капрала підхорунжого Вищої офіцерської школи (WSO)